# Grabnowola
Grabnowola is een plaats in het Poolse district  Kozienicki, woiwodschap Mazovië. De plaats maakt deel uit van de gemeente Głowaczów en telt 150 inwoners.